# جاي سي فليبن
جاي سي فليبن (بالإنجليزية: Jay C. Flippen)‏ مواليد 6 مارس 1899 في ليتل روك، الولايات المتحدة - الوفاة 3 فبراير 1971 في لوس أنجلوس، هو ممثل أمريكي بدأ مسيرته الفنية سنة 1928. امتدت مسيرته الفنية لأكثر من 43 عاما.

## الأعمال
- أوكلاهوما
- القتل
- كيف غلب الغرب
- القط بالو

## روابط خارجية
- جاي سي فليبن على موقع IMDb (الإنجليزية)
- جاي سي فليبن على موقع ألو سيني (الفرنسية)
- جاي سي فليبن على موقع ميوزك برينز (الإنجليزية)
- جاي سي فليبن على موقع أول موفي (الإنجليزية)
- جاي سي فليبن على موقع قاعدة بيانات برودواي على الإنترنت (الإنجليزية)
- جاي سي فليبن على موقع قاعدة بيانات الأفلام السويدية (السويدية)
- جاي سي فليبن على موقع إن إن دي بي (الإنجليزية)
- جاي سي فليبن على موقع ديسكوغز (الإنجليزية)
- جاي سي فليبن على موقع قاعدة بيانات الفيلم (الإنجليزية)
- جاي سي فليبن على موقع كينوبويسك (الروسية)